# Julio Soler (futbolista argentino)
Julio César Soler Barreto (Asunción, 16 de febrero de 2005) es un futbolista paraguayo nacionalizado argentino. Juega de lateral izquierdo y su equipo es el AFC Bournemouth de la Premier League de Inglaterra. Es internacional con la Selección de fútbol sub-23 de Argentina desde 2024.

## Biografía
Nació en Asunción, Paraguay. Desde su infancia vivió en el Gran Buenos Aires, eso lo llevó a profesionalizarse en el fútbol argentino, iniciando su camino en Argentinos Juniors, a los 11 años pasó al Club Atlético Lanús, donde creció futbolísticamente como lateral, aunque también jugó de 10, como en la infancia, y de carrilero por izquierda.debutó en Lanús con 17 años en 2022. 

## Trayectoria

### Lanús
Su llegada a Lanús se dio en 2017. Tras formarse en las inferiores del club granate, fue promovido al equipo de reserva para la segunda mitad del 2022. Gracias a sus buenas actuaciones, el 1 de mayo de 2022 el entrenador del primer equipo Jorge Almirón lo convocó para el partido ante Club Atlético Independiente donde hizo su debut en primera con 17 años en la victoria 1 a 0.

### Bournemouth
El 7 de enero de 2025 fue presentado en el AFC Bournemouth.

## Selección nacional
Eligió jugar para la Selección Argentina dónde la representó en categorías juveniles sub-20 y sub-23.
En octubre de 2024 fue convocado por primera vez por Lionel Scaloni a la Selección absoluta de Argentina.

#### Participaciones en Juegos Olímpicos
| Torneo                | Sede  | Resultado        | Partidos | Goles |
| --------------------- | ----- | ---------------- | -------- | ----- |
| Juegos Olímpicos 2024 | París | Cuartos de final | 4        | 0     |

## Estadísticas
Actualizado al último partido disputado el 13 de diciembre de 2024
| Club            | Div.          | Temporada     | Liga  | Liga  | Copas nacionales | Copas nacionales | Copas internacionales | Copas internacionales | Total | Total |
| Club            | Div.          | Temporada     | Part. | Goles | Part.            | Goles            | Part.                 | Goles                 | Part. | Goles |
| --------------- | ------------- | ------------- | ----- | ----- | ---------------- | ---------------- | --------------------- | --------------------- | ----- | ----- |
| Lanús Argentina | 1.ª           | 2022          | 2     | 0     | 1                | 0                | 0                     | 0                     | 3     | 0     |
| Lanús Argentina | 1.ª           | 2023          | 3     | 0     | 9                | 0                | 0                     | 0                     | 12    | 0     |
| Lanús Argentina | 1.ª           | 2024          | 19    | 0     | 13               | 0                | 11                    | 0                     | 43    | 0     |
| Lanús Argentina | Total club    | Total club    | 24    | 0     | 23               | 0                | 11                    | 0                     | 58    | 0     |
| Total carrera   | Total carrera | Total carrera | 24    | 0     | 23               | 0                | 11                    | 0                     | 58    | 0     |